# Emergency (organisation)
Pour les articles homonymes, voir Emergency.
Emergency est une ONGI fondée par le chirurgien de guerre italien Gino Strada. C'est une association humanitaire internationale qui s'occupe aussi de la rééducation des victimes de la guerre et des mines terrestres. Emergency fournit une aide médicale dans des zones de guerre ou de grande pauvreté (Irak, Afghanistan, Soudan, Sierra Leone, Cambodge, République centrafricaine) et aux migrants dans sa clinique italienne à Palerme.

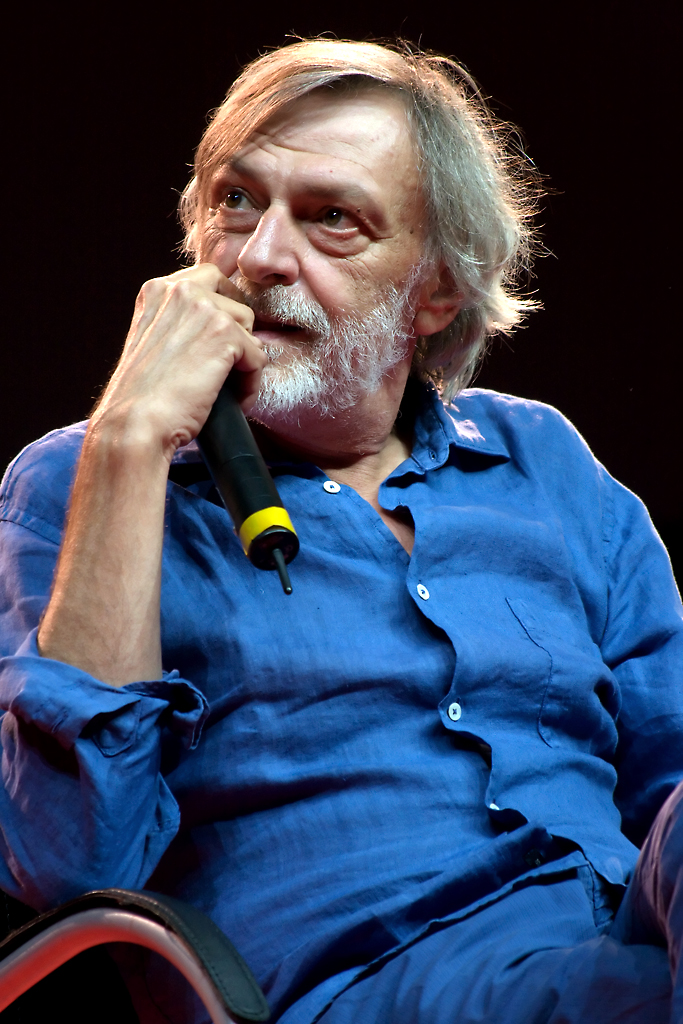
Gino Strada, fondateur d'Emergency

## Sources et bibliographie
- Notices d'autorité :   - VIAF
  - GND
  - Italie

En italien
- (it) Gino Strada, Pappagalli verdi - Cronache di un chirurgo di guerra, Feltrinelli, 1999, 164 p.  (ISBN 978-8807170324)
- (it) Gino Strada, Buskashì - Viaggio dentro la guerra, Feltrinelli, 2002, 202 p.  (ISBN 978-8807170690)
- (it) Giulietto Chiesa Vauro, Vauro, Afghanistan anno zero, Guerini e Associati, 2001, 172 p.  (ISBN 978-8883352423)
- (it) Emergency, Medici di guerra - Inviati di pace, Guerini e Associati, 2002, 153 p.  (ISBN 978-8883353192)
- (it) Vauro, Principessa di Baghdad, Guerini e Associati, 2003, 157 p.  (ISBN 978-8883354328)

En anglais
- (en) Gino Strada, Howard Zinn, Green Parrots: A War Surgeon's Diary, Charta, 2005, 160 p.  (ISBN 978-8881584208)
- (en) Howard Zinn, Just War, Charta, 2006, 72 p.  (ISBN 978-8881585724)